# Uranotaenia garnhami
Uranotaenia garnhami är en tvåvingeart som beskrevs av Someren 1948. Uranotaenia garnhami ingår i släktet Uranotaenia och familjen stickmyggor.
Artens utbredningsområde är Uganda. Inga underarter finns listade i Catalogue of Life.